# ASKA
ASKA er et ukrainsk forsikringsselskab. Det blev etableret i 1990, som en del af russiske ASKO holding, det har været et ukrainsk forsikringsselskab siden 1995.
Virksomheden har hovedkvarter i Kyiv.
De har 41 filialer og 66 kontorer i Ukraine. Det er et datterselskab til SCM Holdings.